# Limia dominicensis
 Limia dominicensis  és un peix de la família dels pecílids i de l'ordre dels ciprinodontiformes.

## Morfologia
Els mascles poden assolir els 2,6 cm de longitud total i les femelles els 2,7.

## Distribució geogràfica
Es troba a Haití i a la República Dominicana.